# Kamruszepa
Kamruszepa (vagy Katahcivuri, Karumszopa) hettita varázslatos (mágiát használó) gyógyítő istennő, Arunasz tengeristen anyja. Neve a hurri nyelvből származtatható, csak a hettita történelem utolsó szakaszából ismert, amikor erős hurri befolyás érte a hettita kultúrát. A Telepinusz-mítoszban tűnik fel, mint Telepinusz lecsendesítője (gyógyítója). Meggyógyította a holdistent, Kaszkut is, amikor leesett az égből (Kaszku lehullik az égből mítosz). Tűzvarázslatokat használ a betegségek megszüntetésére. A tűzzel kapcsolatos elképzelések nehezen érthetők, mivel egyúttal a tenger istennője is.
Egyes töredékeken az Istenek anyja (Nagy anya) jelzővel tűnik fel, ezért feltehetően Hannahannah kultuszával is azonosult.
Névetimológiája a szanszkrit nyelv alapján: KĀMa-RŪ(se)PA (Kámarupa), kāma (szép, tetszetős), rūpa (formás).